# Sphaerospira arthuriana
Sphaerospira arthuriana är en snäckart som först beskrevs av Cox 1873.  Sphaerospira arthuriana ingår i släktet Sphaerospira och familjen Camaenidae. Inga underarter finns listade i Catalogue of Life.